# Get Rid
Get Rid — второй альбом британской electro punk группы Robots in Disguise, выпущенный на лейбле President Records в 2006 году. Английский музыкальный журнал NME поставил альбому 8 из 10, а журнал Disorder Magazine 8,5 из 10.

## Список композиций
Все треки написаны Dee Plume и Sue Denim, кроме одного.

### В Великобритании
1. «Turn It Up» — 3:54
2. «La Nuit» — 4:03
3. «The DJ’s Got a Gun» — 5:45
4. «You Really Got Me» (Ray Davies) — 2:28
5. «Girl» — 3:18
6. «She’s a Colour Scientist» — 2:56
7. «Hot Gossip» — 3:51
8. «Mirror rorriM» — 3:40
9. «Voodoo» — 3:38
10. «The DJ’s Got the Gun» (IAMX Shut Up You Dance Remix) — 5:48
11. «Hot Gossip» (IAMX Sexual Helium Remix) — 3:34

### Во Франции
1. «Girl» — 3:18
2. «She’s a Colour Scientist» — 2:56
3. «Hot Gossip» — 3:51
4. «The DJ’s Got a Gun» — 5:45
5. «Voodoo» — 3:38
6. «You Really Got Me» (Ray Davies) — 2:28
7. «Turn It Up» — 3:54
8. «Mirror rorriM» — 3:40
9. «La Nuit» — 4:03